# اس‌اس سودان
اس‌اس سودان (به انگلیسی: SS Sudan) یک کشتی مصری که طول آن ۲۲۸ فوت (۶۹ متر)، پهنایش ۳۲ فوت (۹٫۸ متر)، آبخورش ۹٫۵ فوت (۲٫۹ متر) می‌باشد. در تاریخ ۱۹۲۱ ساخته شد؛ و گنجایش ۶۰۰ تن بود.